# Conservateurs et réformistes
Conservateurs et réformistes (en italien : Conservatori e Riformisti, abrégé en CR ou CoR) est un ancien parti politique italien de centre droit fondé en 2015 par des dissidents du parti Forza Italia. Il disparaît en 2017 pour intégrer Direzione Italia. Il était présidé par l'eurodéputé Raffaele Fitto.
Le nom du parti fait référence au groupe politique européen Conservateurs et réformistes européens, le groupe dans lequel siègent les deux eurodéputés du mouvement. Le parti est membre de l'Alliance des conservateurs et réformistes européens depuis le 13 novembre 2015.
En janvier 2017, Conservateurs et réformistes est dissous au sein d'un nouveau parti nommé Direzione Italia (DI), également dirigé par Raffaele Fitto.

## Idéologie
L'idéologie et le programme de ce parti sont inspirés du Parti conservateur britannique, avec une forte connotation libérale.

## Direction
| Poste                                          | Nom               |  |
| ---------------------------------------------- | ----------------- |  |
| Président                                      | Raffaele Fitto    |  |
| Vice-président                                 | Daniele Capezzone |  |
|                                                |                   |  |
| Chef de la délégation à la Chambre des députés | Daniele Capezzone |  |
| Chef de la délégation au Sénat                 | Lucio Tarquinio   |  |
| Chef de la délégation au Parlement européen    | Raffaele Fitto    |  |

## Résultats électoraux

### Élections régionales
| Année | Région   | Voix    | %    | Position | Conseillers régionaux |
| ----- | -------- | ------- | ---- | -------- | --------------------- |
| 2015  | Pouilles | 155 771 | 9,73 | 5e       | 4 / 51                |